# NVI F.K.31
NVI F.K.31 là một loại máy bay tiêm kích/trinh sát hai chỗ do Hà Lan thiết kế, được Frederick Koolhoven phát triển trong thập niên 1920.

## Quốc gia sử dụng
Phần Lan
- Không quân Phần Lan

 Hà Lan
- LA-KNIL

## Tính năng kỹ chiến thuật (F.K.31)
Dữ liệu lấy từ {KOOLHOVEN FK 31}
Đặc điểm tổng quát
- Kíp lái: 1
- Chiều dài: 7,80 m (25 ft 7 in)
- Sải cánh: 13,75 m (45 ft 1 in)
- Chiều cao: 3,40 m (11 ft 2 in)
- Diện tích cánh: 27,20 m² (292,7 ft²)
- Trọng lượng rỗng: 1.050 kg (2.310 lb)
- Trọng lượng cất cánh tối đa: 1.800 kg (3.960 lb)
- Động cơ: 1 × Bristol Jupiter IV, 313 kW (420 hp)

 Hiệu suất bay 
- Vận tốc cực đại: 235 km/h (126 knot, 145 mph)
- Trần bay: 7.200 m (23.616 ft)

Trang bị vũ khí

- 2 × súng máy 7,7 mm